# Hotel Transylvania
Hotel Transylvania er en amerikansk computeranimationsfilm fra 2012, instrueret af Genndy Tartakovsky og med stemmer af Adam Sandler, Andy Samberg, Selena Gomez, Kevin James, Fran Drescher, Steve Buscemi, Molly Shannon, David Spade og CeeLo Green. Den havde premiere ved Toronto Film Festival den 8. september 2012 og vistes i Danmark fra den 8. november samme år.
En efterfølger med titlen Hotel Transylvania 2 fik premiere den 25. september 2015 og den 8. oktober i de danske biografer.

## Medvirkende
| Original stemme | Dansk stemme            | Figur                         |
| --------------- | ----------------------- | ----------------------------- |
| Adam Sandler    | Niels Ellegaard         | Grev Dracula                  |
| Andy Samberg    | Benjamin Hasselflug     | Jonathan "Johnnystein"        |
| Selena Gomez    | Sophie Larsen           | Mavis, Draculas datter        |
| Kevin James     | Rasmus Botoft           | Frank/Frankenstein            |
| Fran Drescher   | Betty Glosted           | Eunice/Elvira, Franks hustru  |
| Steve Buscemi   | Martin Buch             | Varulven Wayne/Valter         |
| Molly Shannon   | Anne Herdorff           | Varulven Wanda, Waynes hustru |
| David Spade     | Peter Qvortrup Geisling | Griffin, den usynlige mand    |
| CeeLo Green     | Amin Jensen             | Mumien Murray                 |
| Jon Lovitz      | Peter Zhelder           | Kokken Quasimodo              |
| Luenell         | Daimi                   | Mavis' skrumpehoved           |